# Amand Dalem
Amand Dalem (Comblain-Fairon, 15 juni 1938 – Aye, 28 februari 2018) was een Belgische politicus voor de PSC. Hij was minister, burgemeester en provinciegouverneur.

## Levensloop
Dalem behaalde in 1962 een licentiaatsdiploma in de economische en financiële wetenschappen aan de Universiteit Luik en werd beroepshalve verantwoordelijke in een bedrijf van openbare werken.
Voor de PSC werd Dalem in 1970 verkozen tot gemeenteraadslid van Rochefort, waar hij begin 1971 burgemeester werd, een ambt dat hij bekleedde tot in 1994. Van 1971 tot 1979 was hij tevens provincieraadslid van Namen.
In oktober 1979 volgde Amand Dalem Antoine Humblet op in de Senaat. Van 1979 tot 1981 en van 1985 tot 1994 zetelde hij er als rechtstreeks gekozen senator voor het arrondissement Namen-Dinant-Philippeville en van 1981 tot 1985 was hij provinciaal senator voor de provincie Namen. Door de toen bestaande dubbelmandaten zetelde hij automatisch ook in de Cultuurraad voor de Franse Cultuurgemeenschap (1979-1980) en daarna in de Waalse Gewestraad en de Raad van de Franse Gemeenschap (van 1980 tot 1981 en opnieuw van 1985 tot 1994). 
Van 1985 tot begin 1992 maakte hij als respectievelijk minister van Huisvesting en Voogdij (1985-1988), van Begroting, Financiën en Huisvesting (1988-1989) en van Begroting, Financiën en Transport (1989-1992) deel uit van de Waalse Regering. Als Waals minister was hij verantwoordelijk voor de totstandkoming van de Waalse openbare vervoersmaatschappij SRWT (officieus TEC genoemd) en droeg hij bij aan de inplanting van de regionale luchthavens. Na de verkiezingen van 1991 werd hij, ondanks een recordaantal voorkeurstemmen, geen minister meer, waarna hij zijn functies als burgemeester en parlementslid opnieuw innam. Op 31 juli 1994 verliet hij de actieve politiek toen hij werd aangesteld tot provinciegouverneur van Namen. Zijn ambt liep in 2005 ten einde toen hij de leeftijdsgrens van 67 jaar bereikte, maar het duurde achttien maanden om een opvolger aan te duiden, waardoor Dalem uiteindelijk gouverneur bleef tot in januari 2007.
Hij overwoog een tijd om, na zijn gouverneurschap, deel te nemen aan de gemeenteraadsverkiezingen van 2006 in Rochefort. Hij bedacht zich echter en oordeelde het beter om zich in de toekomst op meer informele wijze toe te leggen op activiteiten in het verenigingsleven.